# 2383 Bradley
2383 Bradley è un asteroide della fascia principale. Scoperto nel 1981, presenta un'orbita caratterizzata da un semiasse maggiore pari a 2,2177786 UA e da un'eccentricità di 0,1047733, inclinata di 3,56820° rispetto all'eclittica.
L'asteroide, al tempo identificato con la denominazione provvisoria 1975 QP, ricevette erroneamente la designazione 2893 Mateo che venne abolita per essere sostituita dall'attuale. L'eponimo fu poi assegnato a 2680 Mateo.
L'asteroide è dedicato a Martin e Maud Bradley, amici dello scopritore.